# Guardia Nacional de los Estados Unidos
La Guardia Nacional de los Estados Unidos (oficialmente y en inglés: United States National Guard) es una fuerza de reserva de las Fuerzas Armadas de los Estados Unidos, concretamente del Ejército de los EE. UU. y la Fuerza Aérea de los EE. UU. cuando se activa para misiones federales. Es una fuerza de reserva militar compuesta por miembros o unidades militares de la Guardia Nacional de cada Estado de los EE. UU. y los territorios de Guam, las Islas Vírgenes, la Guardia Nacional de Puerto Rico y la Guardia Nacional del Distrito de Columbia, para un total de 54 organizaciones separadas. Se crea oficialmente bajo el poder enumerado del Artículo I de la Constitución estadounidense para "reclutar y apoyar ejércitos". Todos los miembros de la Guardia Nacional también son miembros de la milicia organizada de los Estados Unidos. Las unidades de la Guardia Nacional están bajo el control dual de los gobiernos estatales y el gobierno federal.
La mayoría de los soldados y aviadores de la Guardia Nacional tienen un trabajo civil a tiempo completo mientras sirven a tiempo parcial como miembros de la Guardia Nacional. Estos guardias a tiempo parcial se complementan con un cuadro de personal de tiempo completo de la Guardia Activa y de Reserva (AGR) tanto en la Guardia Nacional del Ejército como en la Guardia Nacional Aérea, además de Técnicos de Reserva del Ejército en la Guardia Nacional del Ejército y Técnicos de Reserva Aérea (ART) en la Guardia Nacional Aérea.
La Guardia Nacional es una actividad conjunta del Departamento de Defensa de los Estados Unidos (DoD) compuesta por componentes de reserva del Ejército de los Estados Unidos y de la Fuerza Aérea de los Estados Unidos: la Guardia Nacional del Ejército y la Guardia Nacional Aérea, respectivamente.
Las milicias coloniales se formaron durante la colonización británica de América a partir del siglo XVII. La primera milicia a nivel de colonia fue formada por Massachusetts en 1636 fusionando pequeñas unidades locales más antiguas, y varias unidades de la Guardia Nacional se remontan a esta milicia. Las diversas milicias coloniales se convirtieron en milicias estatales cuando Estados Unidos se independizó. El título "Guardia Nacional" fue utilizado en 1824 por algunas unidades de milicia del estado de Nueva York, nombradas en honor a la Guardia Nacional Francesa en honor al Marqués de Lafayette. "Guardia Nacional" se convirtió en un título estándar de milicia a nivel nacional en 1903, y ha indicado específicamente fuerzas de reserva bajo control mixto estatal y federal desde 1933.

## División
Cada Estado de los Estados Unidos tiene su propia Guardia Nacional (ya que es una milicia estatal), y de acuerdo con las leyes el gobernador del Estado es el comandante en jefe constitucional de la Guardia Nacional de su Estado respectivo (así como el presidente de los Estados Unidos únicamente es el comandante en jefe constitucional de las fuerzas armadas federales o nacionales).
También el Distrito de Columbia y cada uno de los territorios bajo soberanía estadounidense que gozan de un estatus de autonomía especial, tiene su propio cuerpo de Guardia Nacional. 
Sin embargo, en tiempos de guerra u otra crisis nacional extremadamente grave, el presidente de los Estados Unidos puede poner bajo su control a una parte o a la totalidad de las guardias nacionales de los estados; para ello convoca o "federaliza" a las unidades que necesita, las cuales pasan a ser temporalmente batallones, brigadas, etcétera del Ejército y la Fuerza Aérea (no hay unidades de la Armada en la Guardia Nacional). Guardias nacionales de diferentes estados han combatido en Irak y otros conflictos en el extranjero, formando parte de manera temporal del ejército estadounidense.
No obstante, en muchos estados existe una sección o división dentro de su respectiva Guardia Nacional que se suele denominar con diferentes nombres tales como Fuerzas de Defensa del Estado, Guardia Estatal, Reservas Militares del Estado o Milicias Estatales; las unidades que forman parte de esa sección o división no pueden ser federalizadas en ningún caso, ya que son fuerzas militares exclusivamente estatales y por esta razón las leyes no permiten que el presidente de Estados Unidos las ponga bajo su mando, ni siquiera en situaciones de extrema gravedad. Casi todos los estados tienen leyes que autorizan la existencia de Fuerzas de Defensa del Estado o Guardia Estatal paralelamente a la Guardia Nacional ordinaria, pero solo 22 estados y Puerto Rico tienen en la práctica unas Fuerzas de Defensa del Estado (SDF por sus siglas en inglés) activas, sirviendo generalmente como respaldo de la Guardia Nacional y de otras instituciones en misiones de emergencia y seguridad nacional. Las Fuerzas de Defensa del Estado se suelen organizar como sí fueran unidades del Ejército de tierra, aunque también pueden tener unidades aéreas y navales. Su principal y casi única diferencia con sus compañeros de la Guardia Nacional es el hecho de que no pueden ser federalizados.

## Política y equipamiento
Los gobernadores de los estados pueden usar las tropas de sus respectivas guardias nacionales para restablecer el orden público en situaciones graves (disturbios violentos que la Policía no pueda controlar), y para socorrer y brindar seguridad en caso de desastres naturales (huracanes, terremotos, etc.). También pueden usarlas para apoyar a la Policía en operativos contra la delincuencia. La única excepción a esta regla es el Distrito de Columbia, cuyo Gobierno local no puede usar su pequeño cuerpo de Guardia Nacional para asuntos de orden público y seguridad ciudadana.
El máximo jefe militar de la Guardia Nacional de cada estado es un funcionario denominado Adjutant General (Ayudante General); que es nombrado por el gobernador del Estado respectivo y que generalmente tiene el rango de General o Coronel; hasta el año 2014 el Estado de Carolina del Sur era el único Estado donde el Ayudante General era elegido por el pueblo en elecciones democráticas en vez de ser nombrado por el gobernador, pero ese año se aprobó una Enmienda a la Constitución del Estado para que en lo sucesivo fuera designado por el gobernador. Además de ser el militar de más alto rango de la Guardia Nacional, el Ayudante General es miembro del Gabinete del Gobernador del estado respectivo, con la categoría de Secretario (Ministro estatal); por lo que desde el punto de vista orgánico-administrativo la oficina del Ayudante General es un Departamento (Ministerio) del Gobierno estatal y el Ayudante General viene a ser una especie de Ministro de Defensa de la Gobernatura del Estado. Incluso en algunos estados al Ayudante General se le denomina Secretario de Defensa del Estado, y en otros estados al Departamento presidido por el Ayudante General se le denomina Departamento de Asuntos Militares y de Veteranos del Estado.
La Legislatura Estatal (Asamblea Legislativa estatal) de cada Estado aprueba y sanciona las leyes que regulan a la Guardia Nacional de su estado, las cuales deben ser promulgadas por el gobernador para entrar en vigencia; y aprueba o rechaza los ascensos militares propuestos por el gobernador. También la Legislatura Estatal tiene el poder de aprobar o rechazar el nombramiento del Ayudante General hecho por el gobernador del Estado.
El armamento y demás equipos de los guardias nacionales es el mismo de los militares del Ejército y la Fuerza Aérea; incluidos tanques de guerra, cañones, aviones cazabombarderos (Lockheed Martin F-16 Fighting Falcon y de otros tipos), etc. Los uniformes también son similares (con un distintivo que indica que son de la Guardia Nacional de tal estado). Todo se debe a que la Guardia Nacional es la reserva de la artillería, la infantería y las unidades blindadas y mecanizadas del Ejército; y de los escuadrones cazabombarderos de la Fuerza Aérea. Por esa razón el Gobierno Federal (Nacional) es el que financia la adquisición de esos armamentos que son luego transferidos a los diferentes estados para sus respectivas guardias nacionales.
El Departamento de Defensa (Ministerio de Defensa) del Gobierno Federal fiscaliza y supervisa a las guardias nacionales de los estados para asegurarse de que los entrenamientos del personal están acordes con estándares fijados por el Gobierno Federal y el Congreso de los Estados Unidos; y también para garantizar que se hace un buen uso de los arsenales y otros equipos (suministrados por el Gobierno Federal). La división o sección del Departamento de Defensa encargada de esta labor se denomina National Guard Bureau (Oficina de la Guardia Nacional) y su jefe es un general nombrado por el presidente de los Estados Unidos.

## Modalidad de servicio
Los miembros de la Guardia Nacional sólo prestan su servicio los fines de semana y una semana entera cada cierto tiempo; esto les permite desempeñar una vida civil normal (con otros empleos en el sector privado), pero cuando son convocados al servicio activo por el gobernador del Estado o por el presidente de los Estados Unidos deben emplearse como soldados todos los días a tiempo completo hasta que termine la llamada a filas. Sin embargo, existen excepciones a este régimen de servicio; se trata de aquellos militares de la Guardia Nacional que por la naturaleza de su misión deben prestar el servicio a tiempo completo, como los pilotos de F-16 y otros aviones de combate que tienen que entrenar constantemente y realizar labores de patrullaje con muchas horas de vuelo a la semana.

## En territorios que no forman parte de la Unión
En países con una autonomía limitada y una relación de libre asociación con Estados Unidos la Guardia Nacional cumple funciones protocolarias o simbólicas como si se tratara de las Fuerzas Armadas de un país totalmente independiente. Es el caso de Puerto Rico, donde la Guardia Nacional de Puerto Rico es la encargada de rendir los honores de rigor a los jefes de Estado o de gobierno extranjeros que visitan la isla; en representación del Gobernador de Puerto Rico que es el Comandante en Jefe de la referida Guardia Nacional. Pero en todo lo demás la Guardia Nacional de Puerto Rico es exactamente igual a las guardias nacionales de los Estados federados de Estados Unidos, incluyendo el hecho de que el presidente de Estados Unidos puede requerir sus servicios para integrarse al Ejército y la Fuerza Aérea estadounidenses en caso de guerra u otra necesidad grave.